# Wielki Omelanik
Wielki Omelanik (ukr. Великий Омеляник) – wieś położona na Ukrainie, w rejonie łuckim, w obwodzie wołyńskim, liczy 2029 mieszkańców.